# Radio satelitarne
Radio satelitarne (ang. satellite radio) – radio transmitujące sygnał cyfrowy za pośrednictwem satelitów telekomunikacyjnych.
Cechą charakterystyczną tego sposobu emisji jest możliwość pokrycia sygnałem ogromnych obszarów przy użyciu tylko jednego nadajnika oraz możliwość dotarcia z sygnałem do obszarów, na których tworzenie sieci nadajników naziemnych jest niemożliwe lub nieopłacalne.
Radio satelitarne to system nadawania programów radiowych przeznaczonych do odbioru przez indywidualnych odbiorców za pomocą prostych urządzeń składających się z anteny satelitarnej i odbiornika satelitarnego podłączonego do standardowego odbiornika telewizyjno-radiowego. Sygnał jest wysyłany z ośrodka nadawczego łączem mikrofalowym (up-link) na pokład satelity znajdującego się na ustalonej pozycji orbity geostacjonarnej. Przekaźnik zamontowany na pokładzie satelity nadaje odebrany sygnał z powrotem w kierunku Ziemi (down-link) pokrywając zasięgiem określony obszar powierzchni, w innym zakresie częstotliwości, niż sygnały nadawane w kierunku satelity. Na jednym satelicie znajduje się wiele takich przekaźników. Początkowo użytkowane były systemy analogowe, obecnie są to systemy niemal wyłącznie cyfrowe.